# Комис (сорт груш)
Комис (Дуайен дю Комис; фр. Doyenné du Comice,  Комисовка, Деканка дю Комис, Скидельская) — сорт груши обыкновенной. Наиболее распространённый в мире сорт груш своего сортотипа Дуайен (Деканка). 

## История
Сорт был выведен во Франции садоводами из Анжера в 1849—1850 годах. В память об этом в городе Анжере установлена мемориальная доска. Уже в том же 1850 году первая партия саженцев была отправлена в США, а к 1870 году выращивание груш этого сорта началось в Орегоне, на Западном побережье. Тот же путь в те же годы проделали груши 'Анжу', происходившие из той же французской провинции. 

## Название
Первое слово в полном названии сорта 'Дуайен дю комис' отсылает к сортотипу «дуайен»; само слово дуайен в данном случае является французским вариантом слова «декан» (в значении «благочинный»). Отсюда русский перевод названия: Деканка. К этому сортотипу принадлежит ещё несколько менее известных сортов, например 'Doyenné d'Alençon' ('Деканка Алансонская'). 
Вариант названия 'Комисовка' имеет польское происхождение и распространён, в частности, на территории Белоруссии. Там же встречается название 'Скидельская' (по городу Скидель). Немецким названием данного сорта груш является слово 'Vereinsdechantsbirne'. 
В случае с 'Дуайен дю комис' название обычно сокращается просто до 'Комис'. Это, строго говоря, не совсем корректно, потому что существуют и другие французские сорта груши, содержащие в своём названии слово «комис», например, 'Fondante du Comice', 'Sucrée du Comice', 'Cassante du Comice', 'Super Comice'. Однако, сорт 'Дуайен дю комис' является среди них самым известным, и как у себя на родине, во Франции, так и в других странах превосходит по популярности  всех своих «однофамильцев» и «тёзок».

## Производство
В наши дни во Франции под выращивание груш этого сорта отведено почти 800 гектаров земли, в основном в Провансе, а также в плодородных речных долинах Луары, Роны и Гаронны. В 2009/2010 году сорт 'Комис' стал третьим по популярности сортом груш во Франции, после сортов 'Вильямс' и 'Конференс'. На него в том году приходилось 15% годового потребления груш в стране. 
Среди других стран, производящих значительное количество груш этого сорта, нужно отметить Великобританию, США, Бельгию, Нидерланды, Италию, Португалию, Новую Зеландию и ЮАР.

## Описание
Груши 'Комис' имеют очень широкую и короткую шейку, из-за чего их форма отдалённо приближается к форме яблока. Плоды крупные, зеленовато-желтые, с красным румянцем. Мякоть — тающая во рту и очень сочная. Кожура очень тонкая, что требует особой аккуратности при транспортировке.

## Профессиональные оценки
В 1894 году Лондонский садоводческий журнал назвал 'Комис' лучшим сортом груши в мире. Эту оценку повторил гурман Эдвард Баньярд в своей книге «Анатомия  десерта» (1929; издана на англ. языке), в которой описал груши этого сорта, как обладающие «идеальным сочетанием вкуса, аромата и текстуры, о котором  котором давно мечтало человечество».

## Гибридные сорта
На основании груш 'Комис' в дальнейшем были выведены другие, гибридные сорта груш, в частности, 'Тейлорс голд' (гибрид сортов 'Комис' и 'Боск') и 'Конкорд' (гибрид сортов 'Комис' и 'Конференс').